# Racine, Wisconsin
Racine este un oraș din comitatul omonim, Racine. Orașul este totodată și sediul comitatului.